# アレックス・トービン
アレクサンダー・ヒュー・トービン（英語: Alexander Hugh Tobin、1965年11月3日 - ）は、オーストラリアの元サッカー選手、サッカー指導者。元オーストラリア代表。選手時代のポジションはDF。オーストラリアサッカー殿堂。

## クラブ歴
1984年にアデレード・シティFCで選手となり、2000年まで在籍した。
その後はパラマッタ・パワーSC、ノーザン・スピリトFCに在籍し、2003年に引退した。

## 代表歴
1988年3月9日に行われた台湾代表戦で代表初出場。1994年9月27日の日本代表との親善試合で代表初得点を記録した。1998年11月5日のアメリカ合衆国代表戦が代表最後の試合となった。合計87試合2得点で、うち30試合で主将を務めた。